# 斯科特鎮區 (北達科他州亞當斯縣)
斯科特鎮區（英語：Scott Township）是位於美國北達科他州亞當斯縣的一個鎮區。

## 地方資料
斯科特鎮區的面積為93.36平方千米，當中陸地面積為93.82平方千米，而水域面積為0.54平方千米。根據2020年美國人口普查的數據，當地共有人口85人，而人口密度為每平方千米0.91人。